# Kẹo tổ ong
Kẹo tổ ong,cinder toffee hay hokey pokey là một loại kẹo toffee đường với kết cấu dễ nhai, vỡ vụn giống bọt biển. Nguyên liệu chính của nó thường là Đường nâu, si rô ngô (hay rỉ đường,nước đường kẹo) và muối nở, đôi khi với một loại axit như giấm. Muối nở và axit phản ứng với nhau tạo ra cacbon dioxit được giữ trong hỗn hợp rất nhớt. Khi không dùng axit, sự phân hủy nhiệt của muối nở tạo ra cacbon dioxit. Kết cấu bọt biển được tạo ra khi đường ở dạng lỏng, sau đó kẹo cứng lại. Kẹo có nhiều tên và phiên bản địa phương khác nhau.